# Кевермеш
Кевермеш (мађ. Kevermes) је мањи град у жупанији Бекеш у Мађарској.

## Историја
Кевермеш пустара је посед (уз место истог назива), који је 1715. године добила српска племићка породица Текелија, са предикатом "от Визеша и Кевермеша". Исти је наследио од оца чувени српски мецена Сава Текелија "От Визеша и Кевермеша". Била је то пустара од 4374 јутра, на којој се углавном гајила стока. Године 1815. ту су се населили вртлари, и ти насељеници узимају у закуп земљу, обрађују делове пустаре за баштованлук.
Сава Текелија се као пренумерант једне потписује 1829. године, само са предикатом "От Кевермеша". Имање је држао од 1835. године Савин синовац Петар Текелија. А године 1837-1847. помиње се барон Георг Сина, који са баштованима склапа два десетогодишња уговора о закупу.
Сава Текелија је још за живота повео судски спор против синовца Петра који је уживао прихода од обе пустаре у периоду 1796-1811. године. Након смрти обојице, наследник Матица српска је наставила тај дугогодишњи судски процес сада против нових поседника барона Јована Сине и Петрове удовице Марије рођ. Зако.
У месту Кевермешу је 1855. године било 2488 становника, скоро све римокатолика Мађара. Ту је римокатоличка црква, основна школа, општинска кућа, три племићка дома и 280 кућа жилира. Римокатоличка парохија је основана 1835. године од стране спахије Петра Текелије, а број католика 1866. године износио је 2502. Године 1860. бележник у месту био је Рац Пал, а ишпан од спахилука Иван Стојановић. Од децембра 1861. године ту је успостављена пошта. Био је Кевермеш 1891. године велика општина у Чанадској жупанији, са 3734 мађара становника. Било је у Кевермешу општини у Батоњском срезу 1905. године 15 православних Срба.

## Визеш
Спахилуку Текелијином је припадала и пустара Визеш, чији назив се налазио као предикат, уз име власника. Формални власник је био до 1837. године Петар Текелија "От Кевермеша", а затим барон Ђорђе Сина. Визеш је био подређен спахилуку селу Кевермешу. То је простор величине 3400 јутара, од којих је 2300 јутара пашњак. Налазиле су се 1855. године само три куће на имању: две спахијске и једна ишпанска (управитеља). Од 110 радника-становника било је 86 Мађара и 24 Румуна. Године 1860. визошки ишпан је био Јанош Гершић. 
Године 1873. обе пустаре припадају Батањском срезу. У њиховом непосредном суседству су такође стари Текелијини поседи: Мали и Велики Иратош.